# Polyalthia rumphii
Polyalthia rumphii R.E.Fr. – gatunek rośliny z rodziny flaszowcowatych (Annonaceae Juss.). Występuje naturalnie w południowo-wschodnich Chinach (na wyspie Hajnan), na Filipinach, w Malezji, Indonezji, Papui-Nowej Gwinei oraz na Wyspach Salomona. 

## Morfologia
PokrójZimozielone drzewo dorastające do 15 m wysokości. Kora ma ciemnobrązową barwę. Młode pędy są owłosione.
LiścieMają podłużnie lancetowaty kształt. Mierzą 10–17 cm długości oraz 3–7 cm szerokości. Blaszka liściowa mniej lub bardziej  skórzasta. Nasada liścia od ostrokątnej do zaokrąglonej, o spiczastym wierzchołku. Ogonek liściowy jest nagi i ma 5–12 mm długości.
KwiatyPojedyncze, rozwijają się w kątach pędów. Mierzą 4–7 cm średnicy. Działki kielicha mają kształt od trójkątnego do prawie owalnego, są owłosione od zewnętrznej strony i mają 6–15 mm długości. Płatki mają podłużnie eliptyczny kształt i zieloną lub żółtawą barwę, mogą być owłosione lub nagie, osiągają 30–55 mm długości, płatki wewnętrzne są mniejsze od zewnętrznych. Owocolistki owłosione, podługowate.
OwoceMają elipsoidalny kształt, zebrane w owoc zbiorowy. Są nagie, osadzone na szypułkach. Osiągają 10 mm długości i 5 mm szerokości.

## Biologia i ekologia
Rośnie w lasach. Występuje na wysokości do 600 m n.p.m. Kwitnie od maja do października, natomiast owoce dojrzewają od lipca do kwietnia.